# 요쿠츠족

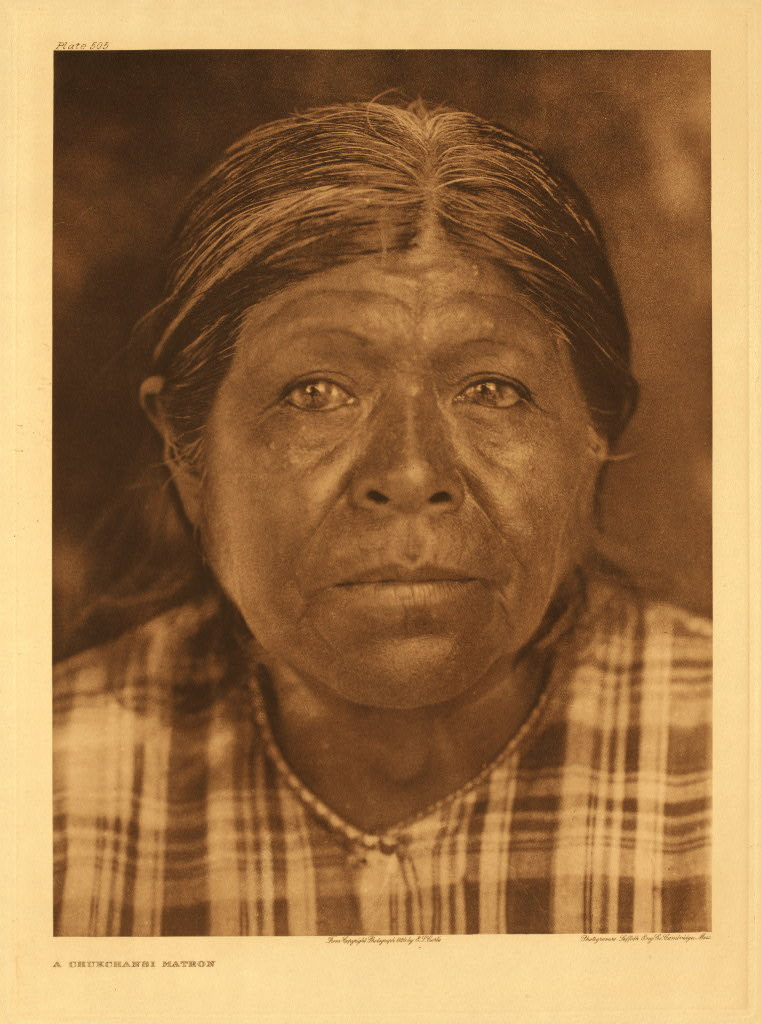
요쿠츠 여성, 1924년.

요쿠츠족(Yokuts)은 미국 캘리포니아 중부에 거주하는 미국 원주민이다. 이전에는 마리포사족(Mariposas)으로도 알려졌다. 유럽인과 접촉하기 전 요쿠츠족은 서로 관련된 언어를 사용하는 최대 60개 부족으로 이루어져 있었다.
센트럴 밸리의 남반부인 산호아킨 밸리(San Joaquin Valley) 지역에 거주하였으며, 툴레어리 호수(Lake Tulare)가 인구의 중심지였다. 19세기 초 말라리아의 유행으로 인구가 감소했고 19세기 중반부터는 유럽계 정착민이 본격적으로 들어오며 학살이나 강제이주의 피해를 입었다. 현재 캘리포니아 등에 6천여 명의 요쿠츠족 후손이 살고 있다.

## 같이 보기
- 요쿠츠어